# Tonstad
Tonstad è un villaggio della Norvegia, situato nella municipalità di Sirdal, nella contea di Agder.